# SSB T2
Der T2 (nach Bauer Typ 29) ist ein von der Maschinenfabrik Esslingen gebauter zweiachsiger Straßenbahn-Triebwagen der Stuttgarter Straßenbahnen AG (SSB), der auf dem Netz der Straßenbahn Stuttgart zum Einsatz kam. Die 1954 bis 1957 gelieferten Fahrzeuge waren die letzten für die Stuttgarter Straßenbahn gebauten Zweiachser. Drei baugleiche Fahrzeuge wurden auch an die Straßenbahn Reutlingen geliefert.

## Übersicht
| Typ  | Baujahre | Betriebsnummern | Fabriknummern           |
| ---- | -------- | --------------- | ----------------------- |
| 29.1 | 1954     | 751–777         | 23576–23602             |
| 29.2 | 1954–55  | 778–794         | 23728–23744             |
| 29.3 | 1955     | 701–710 711–740 | 23718–23727 23796–23825 |
| 29.4 | 1955     | 741–750         | 23851–23860             |
| 29.5 | 1956–57  | 795–823         | 24861–24889             |

Wegen der Auslieferung weiterer GT4 im Jahr 1964 wurden Triebwagen 701–726 in 301–326 umgezeichnet.

## Beschaffung und Besonderheiten
Die Beschaffung der T2 war notwendig geworden, um Fahrzeugengpässen durch die massiven Fahrzeugverluste des Zweiten Weltkriegs entgegenzuwirken und älteres Wagenmaterial aus der Vorkriegszeit abzulösen. Gemessen an diesen, verfügten die T2 über eine moderne Ausstattung. Neu waren beispielsweise Polstersitze, gummigefasste Fenster und mit Druckluft öffnende Türen. Damit galten sie als Symbol des aufkommenden Wirtschaftswunders. Der Grundaufbau als Zweiachser mit Pendelschaffner galt allerdings auch damals schon als konzeptionell überholt. Gestalterisch waren sie an die Dresdner „Hechtwagen“ angelehnt.
Die Wagen wurden in fünf Serien von der Maschinenfabrik Esslingen und mit technischen Komponenten von AEG und Siemens gebaut und ausgeliefert.

## Einsatz
Die T2 wurden meist mit den im gleichen Zuge beschafften Beiwagen des Typs B2 eingesetzt. Durch ihre Überholtheit wurden die T2 nach wenigen Jahren durch die neuen GT4 von den Hauptlinien verdrängt. Die in den 1960ern nicht zu DoT4 umgebauten Wagen hielten sich noch bis Mitte der 1970er im Linienverkehr.

## Weitere Verwendung und Verbleib

### Umbau zu DoT4
Zwischen 1964 und 1966 wurden 70 der gut erhaltenen T2 zu Doppeltriebwagen des Typs DoT4 umgebaut, indem je zwei Fahrzeuge durch ein Mittelstück verbunden wurden. In dieser Form waren die Triebwagen noch bis 1985 im Regeleinsatz.

### Schleifwagen
Im Jahr 1973 ließ die SSB die im Linienverkehr nicht mehr benötigten beiden jüngsten T2-Triebwagen 822 und 823 durch Firma Schörling zu Schleifwagen mit den neuen Nummern 2002 und 2003 umbauen. Im Zuge dessen wurde die Innenausstattung im Fahrgastraum entfernt. Stattdessen wurden Wassertanks zur Kühlung beziehungsweise zur Verhinderung des Funkenflugs beim Schleifvorgang sowie weitere Aggregate im Wageninneren untergebracht.
Geschliffen wird im sogenannten „Rutschersteinbetrieb“, dabei werden pro Triebwagen auf jeder Seite jeweils zwei Schleifsteine auf den Schienenkopf gepresst und während der Fahrt wird dieser dann geschliffen. Um ein besseres Schleifergebnis zu erzielen, verkehren die beiden Triebwagen in der Regel zusammen in Doppeltraktion. Dabei werden sie so gekuppelt, dass sie, im Gegensatz zu anderen Straßenbahnwagen der SSB, im Zweirichtungsbetrieb fahren können.
Bis zu einer Hauptuntersuchung im Jahr 1995 waren die Wagen, wie die übrigen Arbeitswagen der SSB, in verkehrsorange lackiert. Die Hauptwerkstatt verließen sie in ginstergelb und einer an die GT4 angepassten Steuerung. Trotz Einstellung des meterspurigen Straßenbahnbetriebs 2007 sind sie auch weiterhin im Betriebsbestand und pflegen die Schienen im Verlauf der beiden Oldtimerlinien.

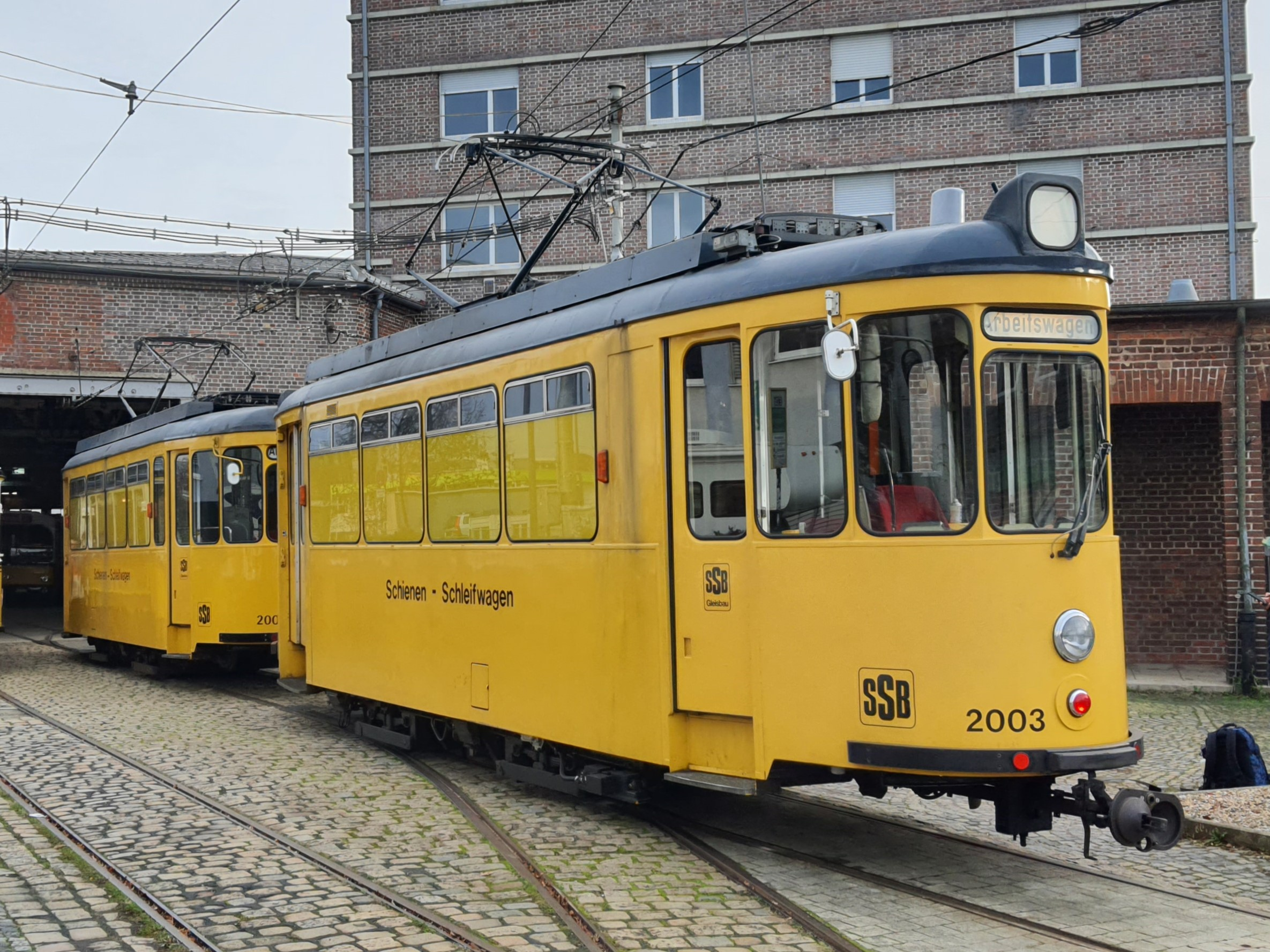
Die Schleifwagen 2002 und 2003 im Hof des Straßenbahnmuseums
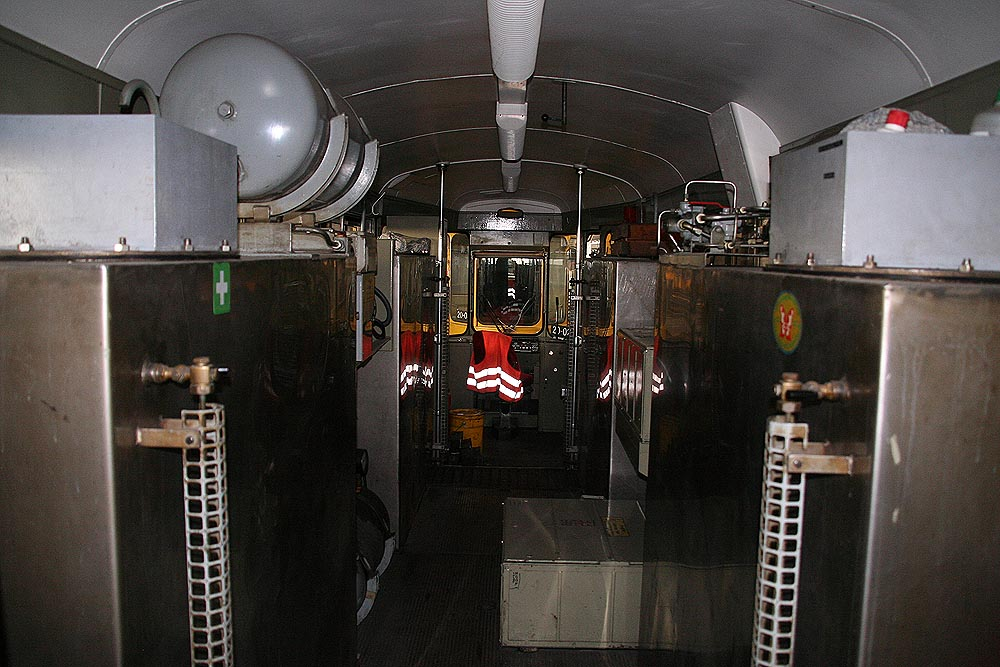
Innenansicht eines Schleifwagens
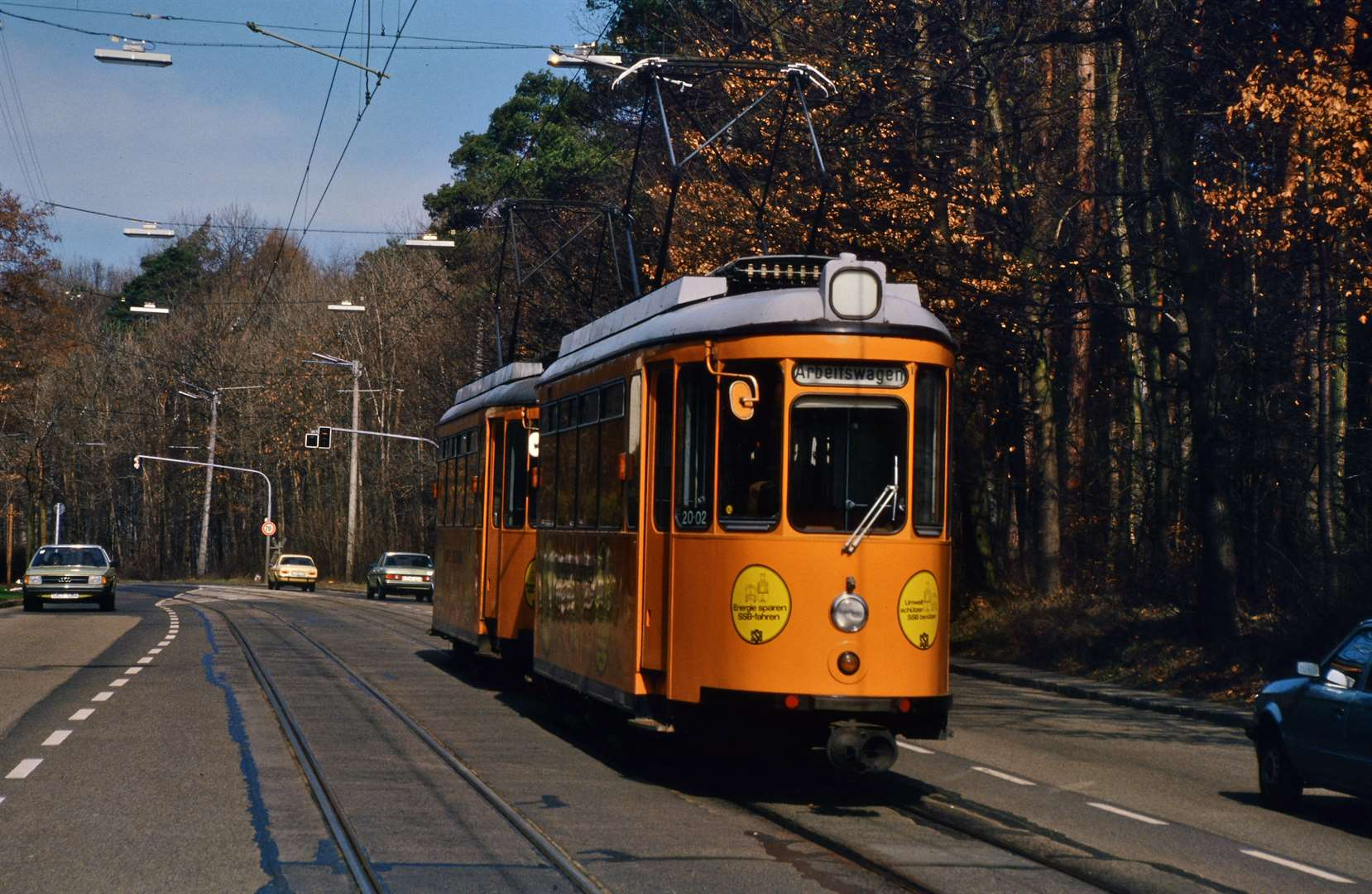
Die Schleifwagen in ihrer Ursprungslackierung (1985)
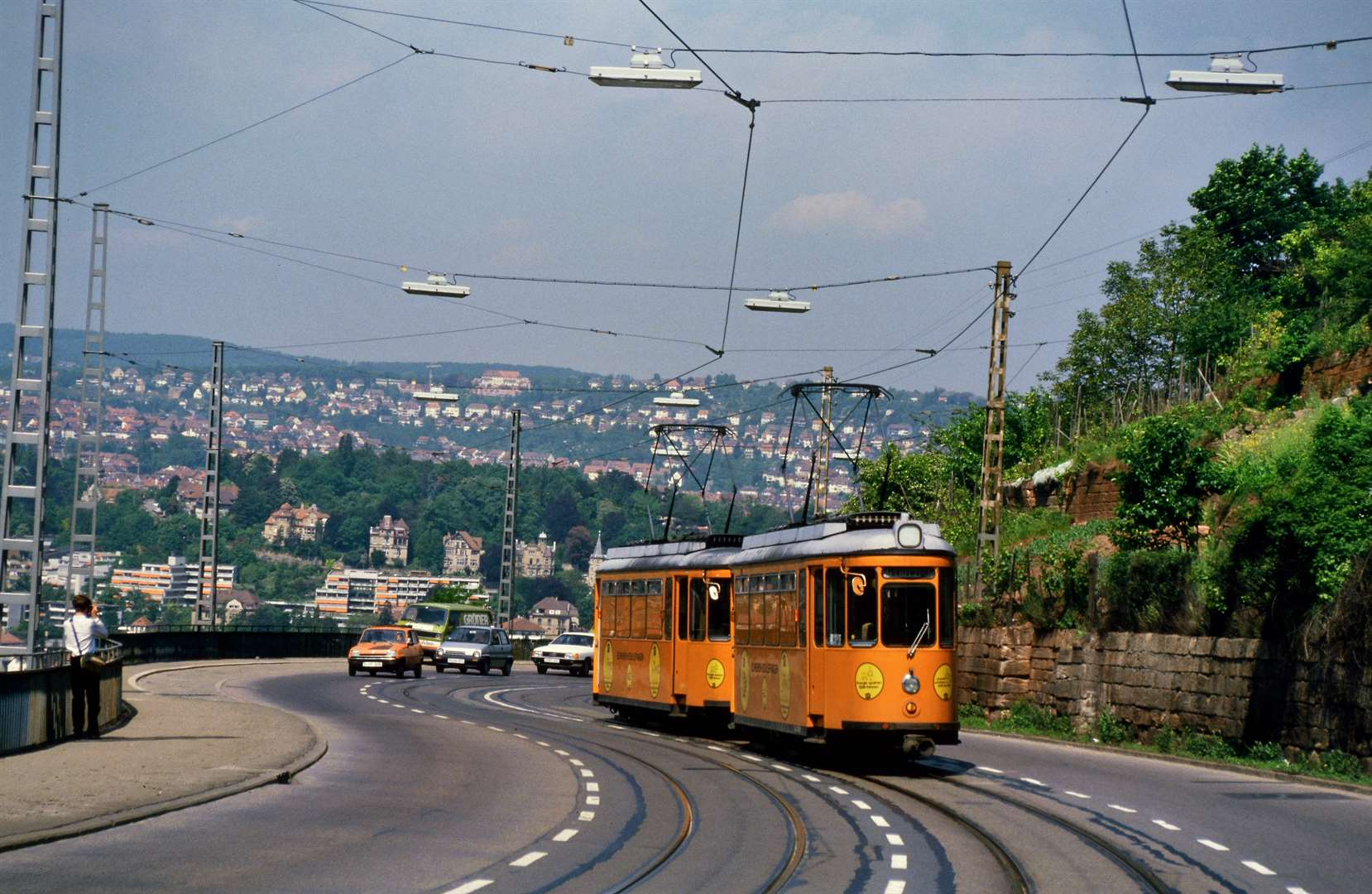
Die Schleifwagen auf der Neuen Weinsteige (1986)

### Fahrleitungsmesswagen

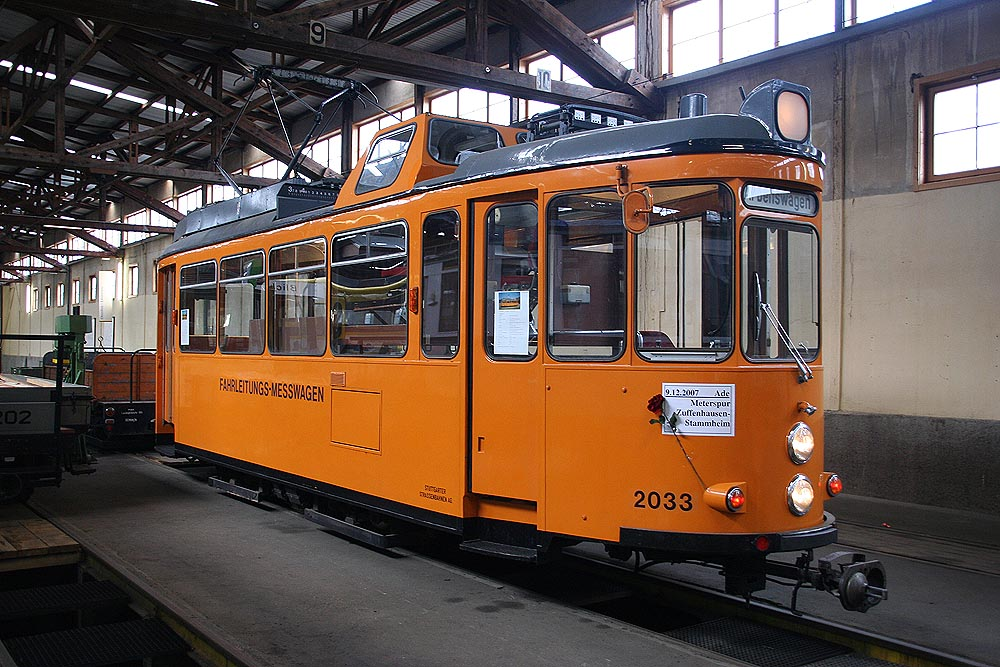
Der Fahrleitungsmesswagen 2033

Ebenso im Bestand befindet sich der Triebwagen 2033 (ex 815). Dieser wurde 1975 in der SSB-Hauptwerkstatt zum Fahrleitungsmesswagen umgebaut, erhielt die Nummer 2503 und ist seitdem mit einer Beobachtungskanzel auf der B-Seite ausgestattet, um während der Fahrt Höhe und Seitenlage der Oberleitung mit einer Skala zu kontrollieren. Außerdem besitzt der Wagen Einrichtungen, um die Fahrdrahtspannung zu messen und verfügt zusätzlich über einen statischen Wechselrichter von 600 oder 750 auf 220 Volt. 1983 erhielt er seine heutige Nummer 2033. 1997 ist der nun nicht mehr benötigte, in verkehrsorange lackierte Wagen dem Straßenbahnmuseum für Rangier- und Transportaufgaben zugeteilt worden. Nachdem er anschließend vorrangig für Rangierarbeiten eingesetzt worden war, wurde das Fahrzeug nach den Überführungen ins neue Straßenbahnmuseum in Bad Cannstatt 2008 außer Betrieb genommen, befindet sich aber weiterhin im Museumsbestand.

### Museumswagen

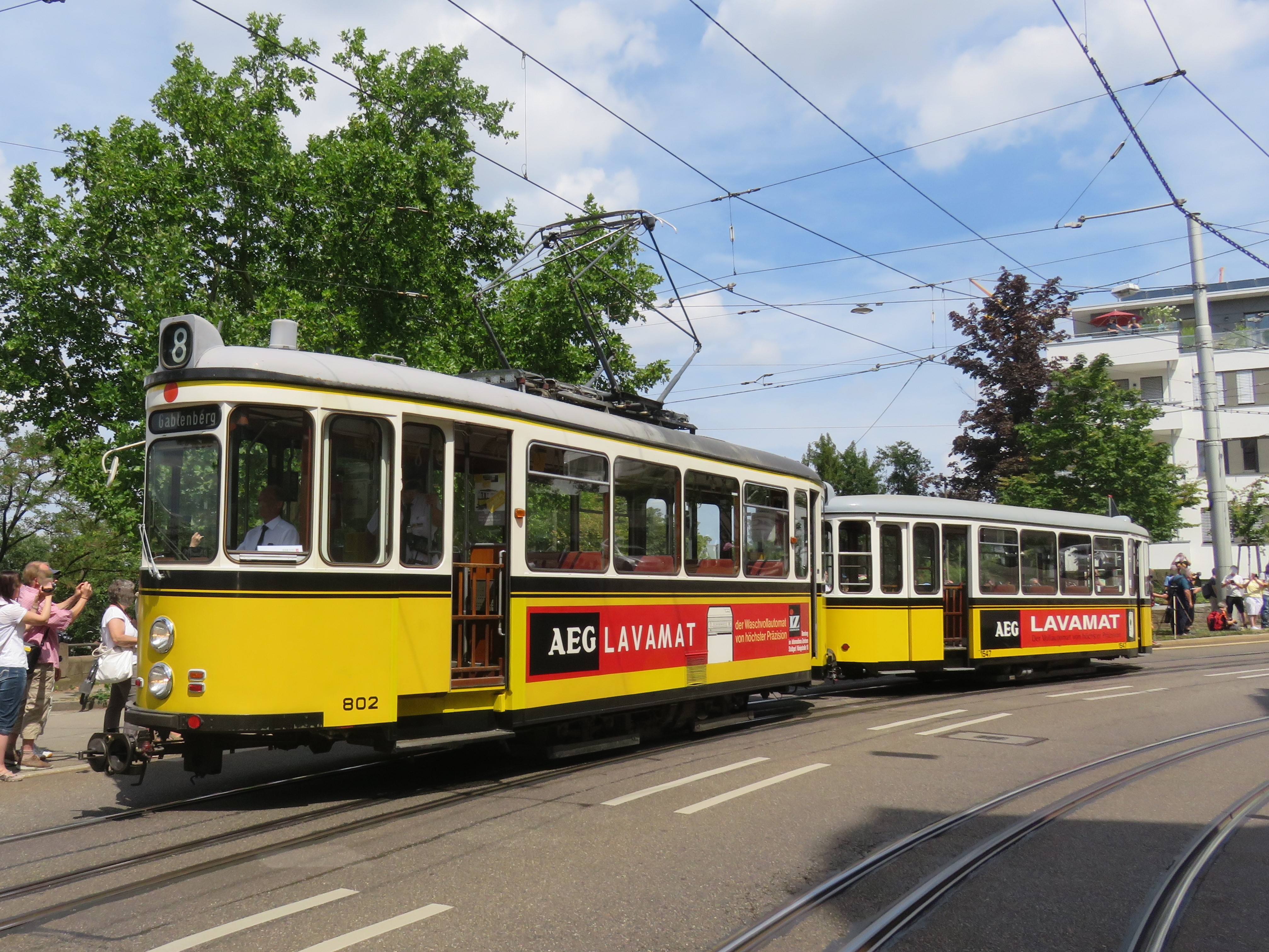
Der betriebsfähig erhaltene Wagen 802 mit B2 Nr. 1547 beim Fahrzeugkorso 150 Jahre SSB (2018)

Triebwagen 802 vom Typ 29.5 ist seit 1978 betriebsfähig erhalten und wird bis heute im historischen Fahrbetrieb eingesetzt. Der 1976 noch fast im Auslieferungszustand erhaltene Triebwagen 804, der ebenfalls zum Typ 29.5 gehört, wurde auf Betreiben einiger Straßenbahnfreunde zunächst im Betriebshof Ostheim hinterstellt und gehört heute zum nicht betriebsfähigen Bestand des Straßenbahnmuseums Stuttgart, wo er sich in etwa im Zustand von 1975 präsentiert.

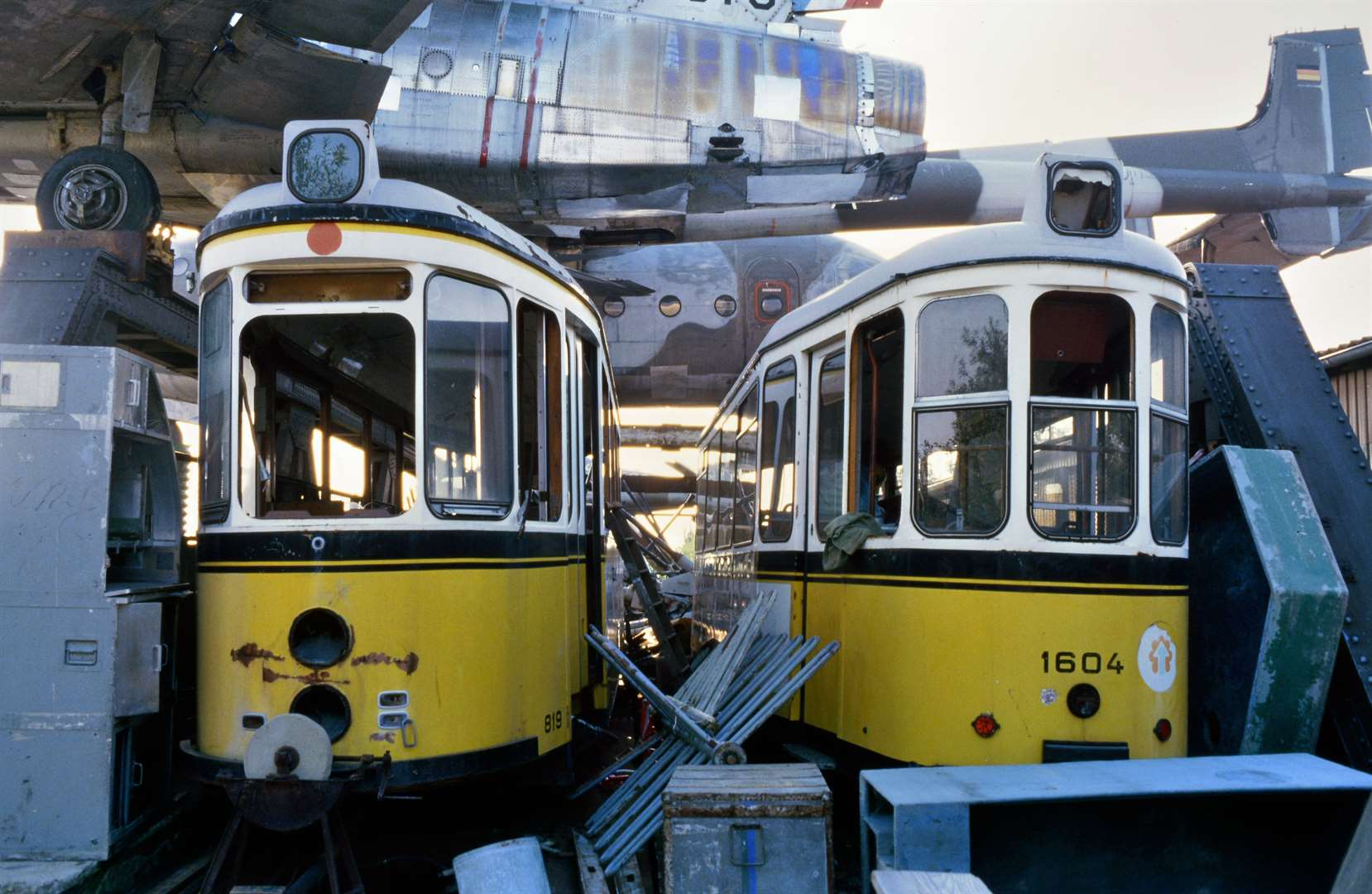
T2 Nr. 819 mit B2 Nr. 1604 im Bauern- und Technikmuseum Seifertshofen (1985)

Triebwagen 758 gelangte 1978 in den historischen Bestand und wurde 1990 an einen Privateigentümer in Ehingen verkauft. Triebwagen 819 kam 1978 zusammen mit B2 Nr. 1604 an das private Schwäbische Bauern- und Technikmuseum in Seifertshofen. Triebwagen 751 wurde 1978 an das „Deutsche Straßenbahnmuseum Hannover“ in Wehmingen abgegeben und 1998 verschrottet.

### Weiterverkäufe und Verschrottung

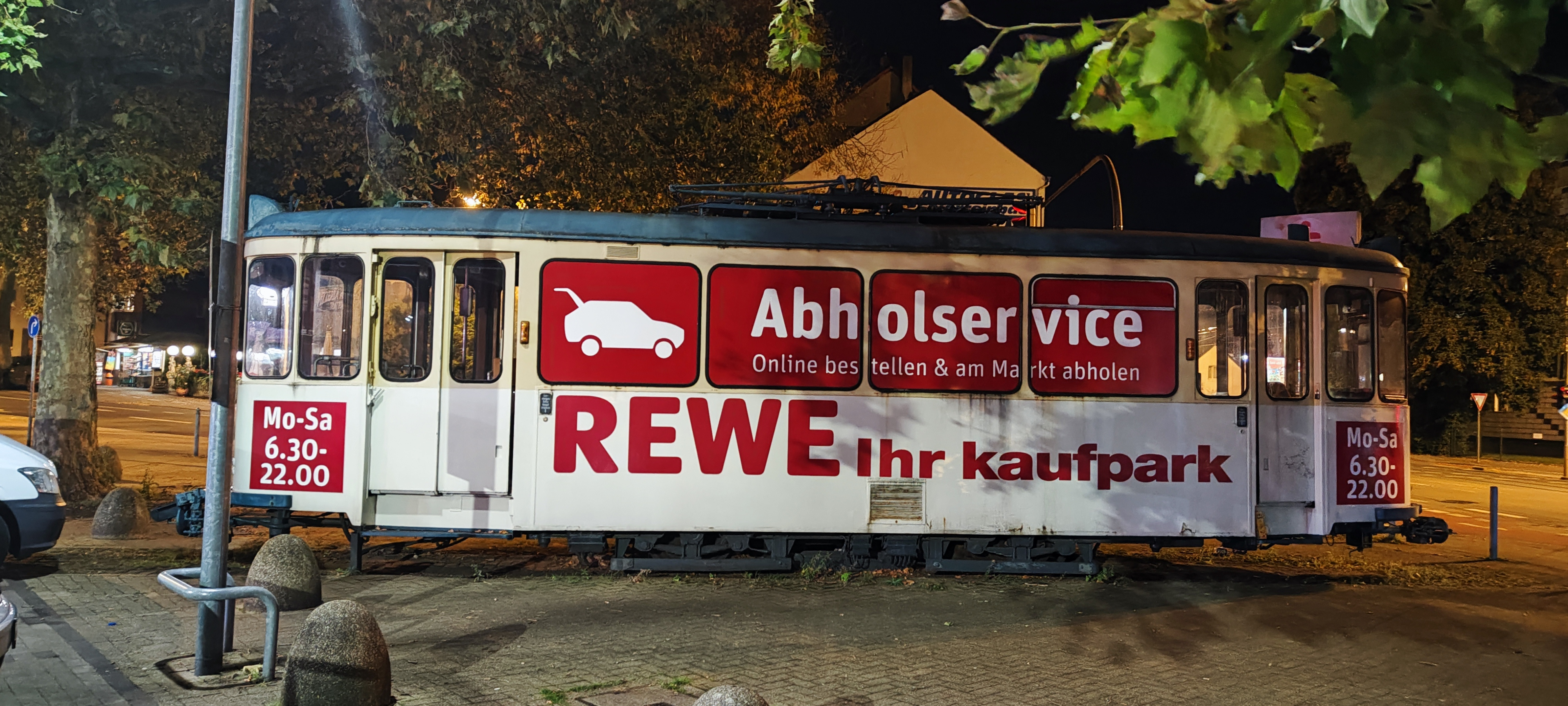
Triebwagen 811 in Mülheim-Speldorf (2023)

Im Jahr 1972 wurden die Triebwagen 801, 805, 806 und 807 sowie 1973 auch 817 an die Straßenbahn Mülheim an der Ruhr verliehen. Zusammen mit Triebwagen 811 kaufte diese sie schließlich 1975. Dort blieben sie, unter ihren Stuttgarter Wagennummern, noch einige Jahre im Einsatz, wobei Triebwagen 805 bereits 1975 nach einem Unfall verschrottet wurde. Triebwagen 817 folgte 1978, die Wagen 801, 806 und 807 im Jahr 1982. Nur Triebwagen 811 blieb erhalten: Nachdem man ihn zunächst als historisches Fahrzeug vorgesehen und abgestellt hatte, wurde er 1997 an die Depot-Passage in Mülheim-Speldorf verkauft, wo er bis heute als Denkmal und Werbebanner mit wechselnden Motiven auf einem Parkplatz steht.
Triebwagen 753, 769, 809 und 770 wurden 1979 und 1978 nach Charleroi in Belgien abgegeben. Zweit- und drittgenannter wurden wenige Jahre später verschrottet, ohne jemals genutzt oder bewegt worden zu sein. Ersterer und letzterer wurden dort zu den Arbeitswagen 9596 und 9597 umgebaut und zu Beginn der 1990er und 1985 ausgemustert.
Triebwagen 803 und 810 wurden 1977 und 1979 zu den Arbeitstriebwagen 2504 und 2505 umgezeichnet und anschließend 1989 an Privateigentümer veräußert.
Die Triebwagen 766 wurde 1975 an die Mannheimer Verkehrs-Aktiengesellschaft (MVG) verkauft, die ihn zum Arbeitstriebwagen 1309 umbaute und in ihren Bestand einreihte. Diesen veräußerte die MVG nach längerer Standzeit zusammen mit einem später erworbenen ex DoT4 im Jahr 2000 an die „Compania de Transport Public“ (CTP) in Arad/Rumänien, wo er bis in die 2010er-Jahre unter gleicher Nummer im Einsatz war und heute abgestellt ist.
Die restlichen bei der SSB verbliebenen, nicht zu DoT4 umgebauten oder als Arbeits- oder Museumswagen (für deren Verbleib siehe im jeweiligen Abschnitt) genutzten T2 (also 752, 754–757, 759–765, 767, 768, 771–777, 798–800, 808, 812–814, 816 und 818, 820 und 821) wurden zwischen 1974 und 1978 ausgemustert und verschrottet.